# Oospila minorata
Oospila minorata är en fjärilsart som beskrevs av W. Warren 1909. Oospila minorata ingår i släktet Oospila och familjen mätare. Inga underarter finns listade i Catalogue of Life.